# 海格力斯的荣光系列
海格力斯的榮光是日本電子角色扮演遊戲系列，原發行商為Data East。系列首部作品為1987年發行的《鬥人魔境傳 海格力斯的榮光》，從這時起到1994年，系列又發行了三部續作，另及一部1992年發行的掌上遊戲機外傳。
Data East於2003年破產後，日本電子遊戲開發商Paon獲得了系列的版權，並於2008年發行了系列最後一部作品——任天堂DS平台的《海格力斯的榮光 魂的證明》。遊戲直到E3 2009才有在日本以外發行的官方聲明，任天堂稱遊戲在日本以外只簡單稱作“海格力斯的榮光”（Glory of Heracles）。
系列以希臘神話為原型，並以希臘英雄海格力斯作為每部遊戲的標題。然而海格力斯只在首部遊戲和Game Boy衍生遊戲中作為主角，而在其他的遊戲中起支持作用。

## 遊戲
- 鬥人魔境傳 海格力斯的榮光（1987年，FC遊戲機）
- 海格力斯的榮光II 泰坦的滅亡（1989年，FC遊戲機)）
- 海格力斯的榮光III 眾神的沉默（1992年，超級任天堂）
2007年發布於Virtual Console，2008年重置於行動電話。
- 海格力斯的榮光 開始出動的眾神 The Snap-Story（1992年，Game Boy）
2011年發布於3DS Virtual Console。
- 海格力斯的榮光 眾神的禮物（1992年，超級任天堂）
2008年發布於Virtual Console。
- 海格力斯的榮光 魂之證明（Glory of Heracles）（2008年，任天堂DS）
北美版發行於2010年。

## 外部連結
- 《海格力斯的榮光 魂的證明》官方頁面 （日語）